# ムビチケ
ムビチケは、株式会社ムービーウォーカーが運営するインターネット映画チケット販売のサービス名である。オンラインで電子前売券「ムビチケオンライン券」の販売や、料金の割引なども行っている。「ムビチケ当日券」というサービスもある。
また「ムビチケ」は、ムービーウォーカーの設立時の社名（株式会社ムビチケ）でもあった。

## 概要
従前の前売券では、劇場の窓口に出向いて入場券（座席指定券）に引き換える必要があるため、劇場の公式サイトからのオンライン予約が普及した現在では、座席確保の面で利便性が低くなっている。その点、ムビチケは料金が当日券より割安という前売券の特性を継承しつつ、事前の座席確保・購入ができるという特長がある（ほかにも金券ショップなどでも取引しやすいという利点もある）。
ただし公式には、予約をした時点で座席の購入をしたという扱いになり、変更やキャンセルは不可能としている。また、ムビチケカードはクーリングオフの対象外である（「予約」という言葉を使用するが、あくまで「購入」という扱いであるため）。
ムビチケカードはテレホンカードのような外見だが、磁気カードなどではなく、裏面に銀はがしの要領でコードが隠されており、これをオンラインまたは劇場の端末で入力することで予約できる。
カードの表面には映画のポスターなどの画像を使用しているため、特にアニメ映画などのカードを記念にコレクションするファンも存在する。そのためアニメ映画などでは、ポスターなどのオリジナルグッズとムビチケカードがセット販売されることもある。2019年公開の映画『ミュウツーの逆襲 EVOLUTION』など、通常サイズとは異なるムビチケが販売された事例もあり、2022年公開の映画『ドラゴンボール超 スーパーヒーロー』では、縦2.4m×横1.8mというポスターサイズのものも販売され、実際に使用することができた。
初期のムビチケカードはは材質がポリプロピレンであったが、2017年頃に紙製に変更され強度を増すため厚くされた（この変更はコレクターからは不評であった）。またその後に、裏面の銀はがし部分の色が金色に変更されるなど時期により細かい違いがある。公式にもコレクション要素を意識して「ムビチケデジタルカード」という名称で日付や席番号などの入った画像が送信されるサービスが開始された。
「ムビチケオンライン券」は同社の前売券販売サイト「ムビチケサイト」で購入でき、劇場のサイトから座席指定ができる。またインターネットで座席指定出来る前売券には、それ以外にカードタイプの「ムビチケカード」、コンビニのマルチメディアステーション（MMS）やマルチコピー機で発行される紙タイプの「ムビチケコンビニ券」があり、それらも総称して「ムビチケ」と呼ばれることが多い。
「ムビチケカード」はTOHOシネマズ、109シネマズ、ユナイテッド・シネマ、イオンシネマ、MOVIX、ティ・ジョイ、シネマサンシャイン等のムビチケ対応館の各劇場や、一部のプレイガイドやTSUTAYA書店で販売されている。インターネットでは前売り券サイトのメイジャーで販売されている。「ムビチケコンビニ券」はローソン、ミニストップ、セブンイレブンやファミリーマートの各店舗で販売されている。
「ムビチケ当日券」は、ムビチケオンライン券とほぼ同一のものだが「当日券」であるため、購入・使用可能なのは公開当日から公開終了までである。
なお、劇場で販売されるムビチケカードには、上映する全国のムビチケ対応館で利用できるタイプと、特定の劇場のみで利用できるタイプがあり、映画によってどちらかが販売される。ムビチケを発売している映画では、公式サイトの上映劇場一覧にムビチケに対応しているか否かの表示がなされている。また、同じ映画・同じ映画館という条件であっても、特別興行回など料金が違う場合などでは、支払方法としてムビチケを使用できない場合もある。